# James M. Shuart Stadium
Das James M. Shuart Stadium ist ein Stadion in Hempstead auf Long Island im US-Bundesstaat New York. Die Sportstätte liegt auf dem Campus der privaten Hofstra University und wird unter anderem von den Sportteams der Universität, der Hofstra Pride, genutzt. Bis 2002 trug die Anlage den Namen Hofstra Stadium. Heute ist es nach dem ehemaligen Präsident der Universität, James M. Shuart, der von 1976 bis 2001 das Amt innehatte, benannt. Momentan bietet das Stadion 11.929 Sitzplätze.

## Geschichte
Nach dem Baubeginn 1962 wurde im Jahr darauf das Hofstra Stadium eröffnet. Bis 1967 bestand das Spielfeld aus Naturrasen. 1968 wurde ein Kunstrasen (AstroTurf) verlegt. Damit erhielt das Hofstra Stadium als drittes College-Stadion in den Vereinigten Staaten, nach dem Astrodome der Houston Cougars und dem Memorial Stadium der Indiana State Sycamores, einen Kunstrasenplatz. Im Jahr 1971 war das Stadion Austragungsort der NCAA Division I Men’s Lacrosse Championship. Vor 5.458 siegte die Cornell Big Red im Finale gegen die Maryland Terrapins mit 12:6.
Die NCAA-American-Football-Mannschaft (CAA) der Hofstra University nutzte die Anlage bis zu deren Aufgabe im Jahr 2009. Heute sind die Lacrosse-Mannschaften der Universität im Stadion beheimatet. Daneben nutzen die New York Lizards der Major League Lacrosse (MLL) seit 2009 als Heimstätte, nachdem sie schon von 2001 bis 2002 Partien im James M. Shuart Stadium austrugen.
Von 1972 bis 1973 trug das Fußball-Franchise New York Cosmos der NASL seine Partien in Hempstead aus. Seit 2013 ist das neugegründete Franchise New York Cosmos (NASL) wieder in der Anlage beheimatet, diese Vereinbarung wurde am 25. September 2012 vereinbart.
Im August 1994 kündigte die Hofstra University die Renovierung und Erweiterung des Hofstra Stadium von 7.000 auf 15.000 Plätze an. Der Umbau für neun Millionen US-Dollar wurden im Herbst 1996 abgeschlossen. Darüber hinaus wurde ein Bürogebäude für die Sportabteilungen und ein neuer Presse- und Clubsitzebereich auf dem Westrang errichtet, eine neue Stadionfassade und zwei neue Eingangsbereiche im Westen und Süden erbaut, der Howdy Myers Pavilion in der Südwestecke errichtet und zwei neue Umkleidekabinen eingerichtet, eine neue Anzeigetafel am offenen Südende aufgestellt sowie eine Flutlichtsystem installiert, dass Fernsehübertragungen ermöglicht.